# George Morrison (Eishockeyspieler)
George Harold Morrison (* 24. Dezember 1948 in Toronto, Ontario; † 12. November 2008 in Schenectady, New York) war ein kanadischer Eishockeyspieler, der während seiner aktiven Karriere unter anderem für die St. Louis Blues in der National Hockey League sowie die Minnesota Fighting Saints und Calgary Cowboys in der World Hockey Association spielte.

## Karriere
George Morrison spielte zunächst von 1968 bis 1970 für die Eishockeymannschaft der University of Denver in der Western Collegiate Hockey Association, bei denen der Flügelstürmer zwei erfolgreiche Spielzeiten absolvierte. Während dieser Zeit gewann er 1969 mit der Universitätsmannschaft die Eishockeymeisterschaft der Division I der National Collegiate Athletic Association und wurde mehrmals mit Berufungen in die All-Star-Auswahl der Liga geehrt. Dennoch wurde der Stürmer nie bei einem NHL Amateur Draft berücksichtigt und unterzeichnete Ende September 1970 als Free Agent einen Kontrakt bei den St. Louis Blues aus der National Hockey League.
Bereits in seiner Rookiesaison etablierte sich der Linksschütze im Kader der Blues, als Morrison in 73 Partien der regulären Saison auflief und 25 Punkte erzielte. In der folgenden Spielzeit reduzierte sich sowohl die Einsatzzeit des Kanadiers, als auch dessen Trefferquote. Beim WHA General Player Draft im Februar 1972 wurde er von den Minnesota Fighting Saints ausgewählt. Rund einen Monat später gaben die St. Louis Blues seine NHL-Rechte gemeinsam mit einem Zweitrunden-Wahlrecht für den NHL Amateur Draft 1972 an die Buffalo Sabres ab, um Verteidiger Chris Evans zu verpflichten. Da sich Morrison jedoch weigerte im Farmteam der Sabres – bei den Rochester Americans in der American Hockey League – zu spielen, suspendierten ihn diese daraufhin bis zum Saisonende. Zur Saison 1972/73 entschied sich der Stürmer für ein Engagement bei den Minnesota Fighting Saints in der World Hockey Association.
Im Verlauf der darauffolgenden Spielzeit, die der Linksschütze mit der besten Punkteausbeute seiner Laufbahn beendete, gelang Morrison der schnellste Hattrick in der WHA-Geschichte. Am 3. April 1974 erzielte er in der Partie gegen die Vancouver Blazers im zweiten Drittel innerhalb von 43 Sekunden drei Treffer für die Fighting Saints. Durch seinen letzten Treffer in dieser Begegnung schraubte Morrison sein Torkonto auf 40 Treffer in der regulären Saison und belegte den siebten Platz in der ligaweiten Torschützenliste. Nachdem er noch eine weitere in St. Paul verbracht hatte, transferierten die Fighting Saints im September 1975 den Kanadier gemeinsam mit Don Tannahill, die Rechte an Joe Micheletti und Wally Olds im Austausch für John McKenzie und einem Geldbetrag innerhalb der World Hockey Association zu den Calgary Cowboys. Nach zwei soliden Spielzeiten im Trikot der Cowboys beendete Morrison schließlich seine aktive Laufbahn.

## Erfolge und Auszeichnungen
- 1969 WCHA First All-Star Team
- 1969 WCHA Sophomore of the Year
- 1969 NCAA West First All-American Team
- 1969 NCAA Division-I-Championship mit der University of Denver
- 1970 WCHA First All-Star Team
- 1970 NCAA West First All-American Team

## Karrierestatistik
(Legende zur Spielerstatistik: Sp oder GP = absolvierte Spiele; T oder G = erzielte Tore; V oder A = erzielte Assists; Pkt oder Pts = erzielte Scorerpunkte; SM oder PIM = erhaltene Strafminuten; +/− = Plus/Minus-Bilanz; PP = erzielte Überzahltore; SH = erzielte Unterzahltore; GW = erzielte Siegtore; 1 Play-downs/Relegation; Kursiv: Statistik nicht vollständig)